# Iwan Franko

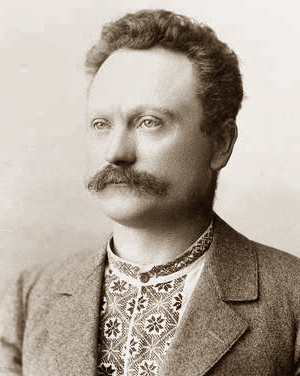
Iwan Franko (1886)

Iwan Franko (ukrainisch Іван Франко, wiss. Transliteration Ivan Franko; * 27. August 1856 in Nahujewytschi, Galizien, Kaisertum Österreich; † 28. Mai 1916 in Lemberg, Galizien, Österreich-Ungarn) war ein ukrainischer Schriftsteller, Journalist, Literaturkritiker, Übersetzer, Dramatiker, Publizist, Wissenschaftler und Politiker.
Sein kreatives Werk, geschrieben auf Ukrainisch (die meisten Texte), Polnisch, Deutsch, Russisch, Bulgarisch, Tschechisch, wird auf mehrere tausend Werke mit einem Gesamtvolumen von mehr als 100 Bänden geschätzt. Insgesamt gab es zu Frankos Lebzeiten mehr als 220 separate Bücher und Broschüren, darunter mehr als 60 Sammlungen seiner ursprünglichen und übersetzten Werke verschiedener Genres.
Er war einer der ersten ukrainischen Berufsschriftsteller, das heißt, er verdiente seinen Lebensunterhalt mit literarischer Arbeit. Neben dem Maler und Lyriker Taras Schewtschenko, den er ins Deutsche übersetzte, hatte er großen Einfluss auf die entstehende ukrainische Literatur und die Entwicklung des nationalen ukrainischen Gedankens.

## Leben
Iwan Franko wurde 1856 als Sohn von Jakow Franko, einem Dorfschmied deutscher Abstammung, und dessen Frau Maria (geborene Kultschyzka), die einer verarmten russinisch-polnischen Adelsfamilie entstammte, in Nahujewytschi im heutigen Rajon Drohobytsch in Ostgalizien geboren. Der ursprüngliche Familienname war Frank. Sein Vater starb im Frühjahr 1865, als Iwan im neunten Lebensjahr war. Nach dem Schulabschluss am Drohobytscher Realgymnasium studierte er seit 1875 an der philosophischen Fakultät der heute nach ihm benannten Nationalen Iwan-Franko-Universität Lwiw Philologie, Pädagogik, Psychologie, Anthropologie und ukrainische Sprache und Literatur.

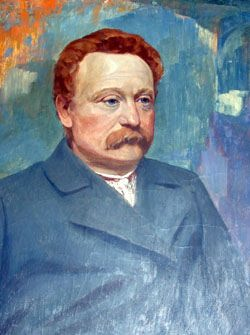
Eins der vielen Porträts von Iwan Franko, die von dem Literaturkritiker und impressionistischen Maler Iwan Trusch gemalt wurden.

Franko wurde in dieser Zeit Mitglied der Studentengruppe Akademischer Zirkel (ukr. Академічний кружок) und gab dessen literarische Zeitschrift Freund (ukr. Друг) mit heraus. Die literarische Zeitschrift Dnistrianka veröffentlichte 1876 Frankos erste Geschichten: Lessyschyna tscheljad (ukr. Лесишина челядь) und Zwei Freunde (ukr. Два приятелі); im gleichen Jahr erschien ein erster Gedichtband Balladen und Märchen (ukr. Балади і розкази). 1877, kurz nach Veröffentlichung der ersten Texte aus dem Borislaw-Zyklus (ukr. цикл Борислав), verhaftete man Franko und seine Kollegen aus der Redaktion wegen angeblicher sozialistischer „Geheimbündelei“; nach acht Monaten Untersuchungshaft wurde er im Januar 1877 zu sechs Wochen Arrest verurteilt. Nach Fortsetzung seines Studiums und gleichzeitiger Arbeit als Autor und Redakteur (Gründung der später verbotenen Zeitschrift Gesellschaftsfreund (ukr. Громадський друг)) erfolgte im März 1880 eine weitere Verhaftung wegen „Anstachelns des einfachen Volkes gegen die gesetzmäßige Ordnung“. Frankos Eindrücke aus der dreimonatigen Haft in Kolomyja sind in seinem Stück Am Grund (ukr. На дні) festgehalten. Franko konnte unter diesen Umständen sein Studium nicht vollständig abschließen und lebte zwei Jahre in seinem Heimatdorf Nahujowice. In dieser Zeit entstanden die Novelle Sachar Berkut (ukr. Захар Беркут), die Übersetzungen von Goethes Faust und Heines Deutschland. Ein Wintermärchen sowie eine Artikelserie über Taras Schewtschenko.
In den Folgejahren vertiefte sich Franko in Lemberg in die National- und Literaturgeschichte der galizischen Ukraine; er arbeitete für die ukrainischen Zeitschriften Stern (ukr. Зоря) und Tat (ukr. Діло) und reiste 1885 und 1886 nach Kiew, wo er im Mai 1886 Olha Choruschynska (ukr. Ольга Федорівна Хоружинська, 1864–1941) heiratete. Wegen seiner Kontakte zu Kiewer Studenten, die Galizien besuchten, wurde Franko 1889 erneut für zwei Monate inhaftiert. 1890 gründete Franko die Zweiwochenschrift Volk (ukr. Народ) und veröffentlichte die Sammlung Im Schweiße des Angesichts (ukr. У поті чола). Auf seine und seines Freundes Mychajlo Pawlyks Initiative wurde 1890 die Ruthenisch-ukrainische radikale Partei gegründet.
Um sein Studium abzuschließen, schrieb sich Franko 1892 für ein letztes Semester an der Franz-Josephs-Universität Czernowitz ein, nachdem man ihn an der Lemberger Hochschule nicht mehr zugelassen hatte. Nach seinem Abschluss verbrachte er ein weiteres Semester am Slawistischen Seminar der Universität Wien, wo er am 1. Juli 1893 seine in deutscher Sprache verfasste Dissertation Über Barlaam und Josaphat und die Einhornparabel verteidigte. Eingereicht hatte er sie bei Vatroslav Jagić, der zu dieser Zeit Professor der slawischen Philologie an der Universität Wien war. Mit ihm blieb Franko auch nach seinem Abschluss in Kontakt. Ebenfalls 1893 erschien sein Drama Gestohlenes Glück (ukr. Украдене щастя), das am Theater Ruthenisches Gespräch (ukr. Руська бесіда) aufgeführt wurde.

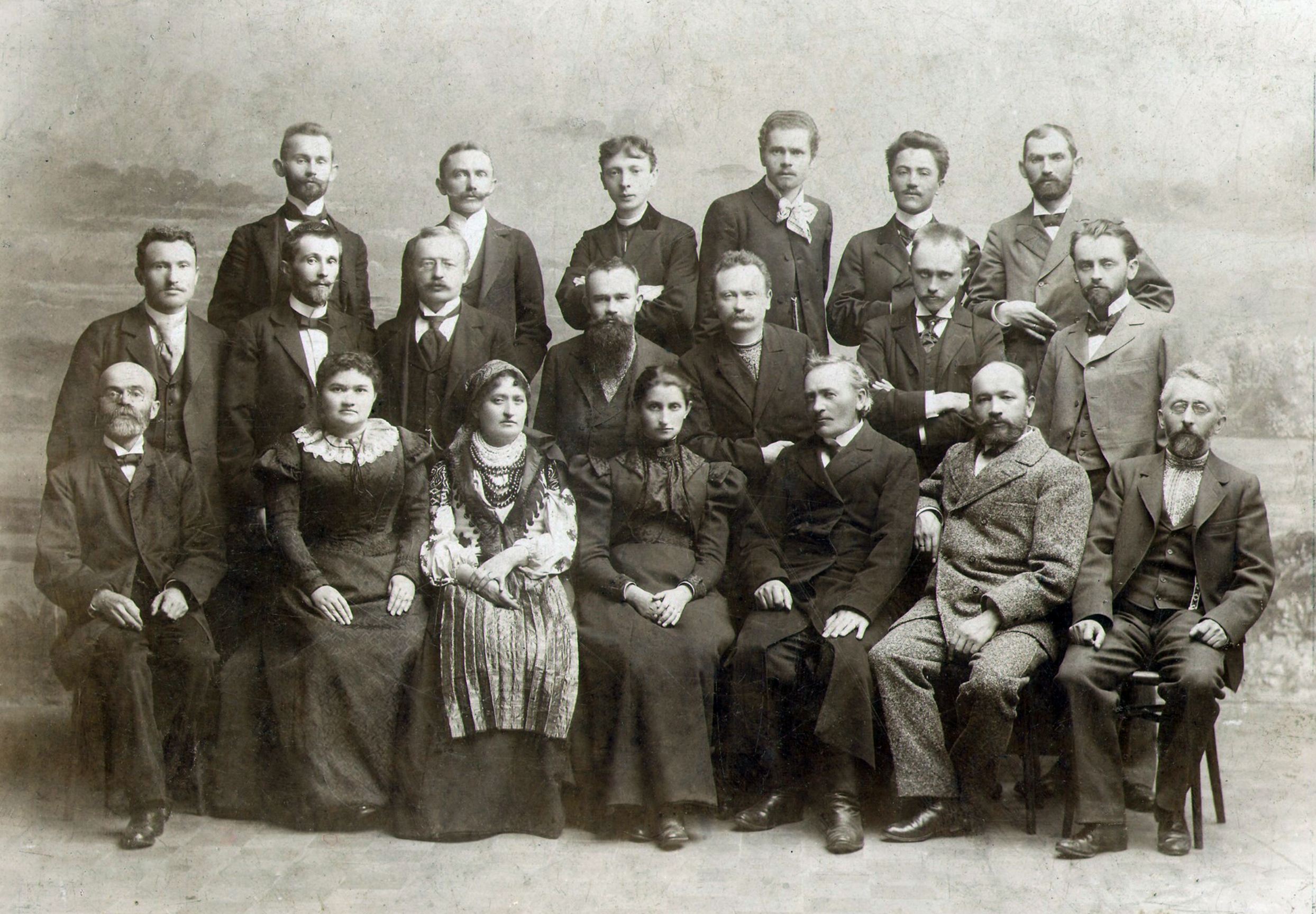
Der Vorstand und die Mitglieder der Wissenschaftlichen Gesellschaft Schewtschenko anlässlich des 100. Jahrestages der Veröffentlichung der Enejida von Iwan Kotljarewskyj, Lwiw, 31. Oktober 1898: In der ersten Reihe sitzend: Mychajlo Pawlyk, Jewhenija Jaroschynska, Natalija Kobrynska, Olha Kobyljanska, Sylvester Lepkyi, Andrij Tschajkowskyj, Kost Pankiwskyj. In der zweiten Reihe stehend: Iwan Kopatsch, Wolodymyr Hnatjuk, Ossyp Makowej, Mychajlo Hruschewskyj, Iwan Franko, Oleksandr Kolessa, Bohdan Lepkyj. In der dritten Reihe stehend: Iwan Petruschewytsch, Filaret Kolessa, Jossyp Kyschakewytsch, Iwan Trusch, Denys Lukianowytsch, Mykola Iwasjuk.

1894 ging er mit Mychajlo Hruschewskyj nach Lemberg, wo er sich in der Wissenschaftlichen Gesellschaft Schewtschenko engagierte, in der er 1899 Vollmitglied wurde. Erfolglos kandidierte Franko bei der Reichsratswahl 1897. 1898 feierte man sein 25-Jahre-Jubiläum als Dichter. Gedichte wie Das Begräbnis (ukr. Похорон), Mein Smaragd (Мій Ізмарагд) und Der arme Heinrich (ukr. Бідний Генріх) entstanden in dieser Zeit. 1904 besuchte Franko Rom. Professoren der Universität schlugen ihn auch als Kandidaten für die russische Akademie der Wissenschaften vor; seine Aufnahme wurde jedoch durch politische Einflussnahme verhindert. Mit 59 Jahren gestorben, wurde er auf dem Lytschakiwski-Friedhof der Stadt Lemberg beerdigt.

## Ehrungen
Die Universität Charkiw verlieh dem Dichter 1906 die Ehrendoktorwürde. Die Wissenschaftliche Gesellschaft Schewtschenko wählte ihn 1904 zum Ehrenmitglied. In den letzten Jahren seines Lebens erfuhr der Dichter Ehrungen wie die Feier zu seinem 40-Jahre-Dichterjubiläum 1914 und die Herausgabe von Jubiläums-Sammelbänden wie Gruß an Iwan Franko (ukr. Привіт Іванові Франкові) und Aus meinen Jugendjahren (ukr. Із літ моєї молодості).
Nach Franko ist seit 1962 die Stadt Iwano-Frankiwsk und die Oblast Iwano-Frankiwsk benannt. Die Universität von Lemberg (ukrainisch Lwiw) trägt seinen Namen. Die Verehrung für Franko ist in der modernen Ukraine allgegenwärtig. Das 1964 in Dienst gestelltes Kreuzfahrtschiff der sowjetischen Reederei Black Sea Shipping Company, die Ivan Franko, wurde nach ihm benannt (das Schiff ist gleichzeitig das Typschiff der zwischen 1963 und 1972 erbauten Schiffsklasse von fünf Fahrgast- und Kreuzfahrtschiffen). Zu Frankos Ehren, der den Spitznamen Kamenyar nach einer seiner literarischen Figuren trug, erhielt der 1977 entdeckte Asteroid (2428) Kamenyar seinen Namen.
In Odessa erinnert ein Denkmal an Iwan Franko.

## Gedichte von Iwan Franko

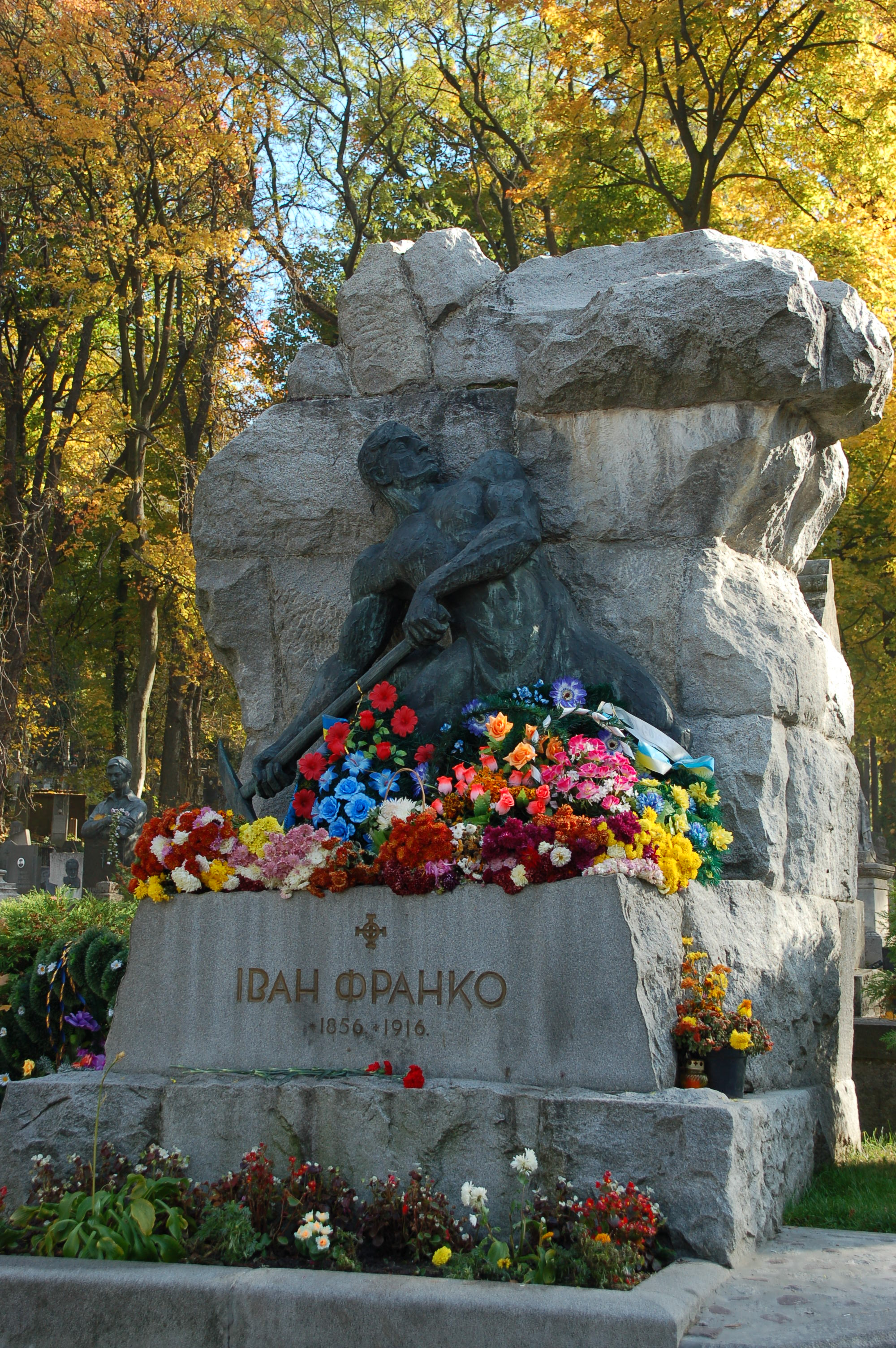
Grabmal von Iwan Franko auf dem Lychakivski-Friedhof in Lemberg

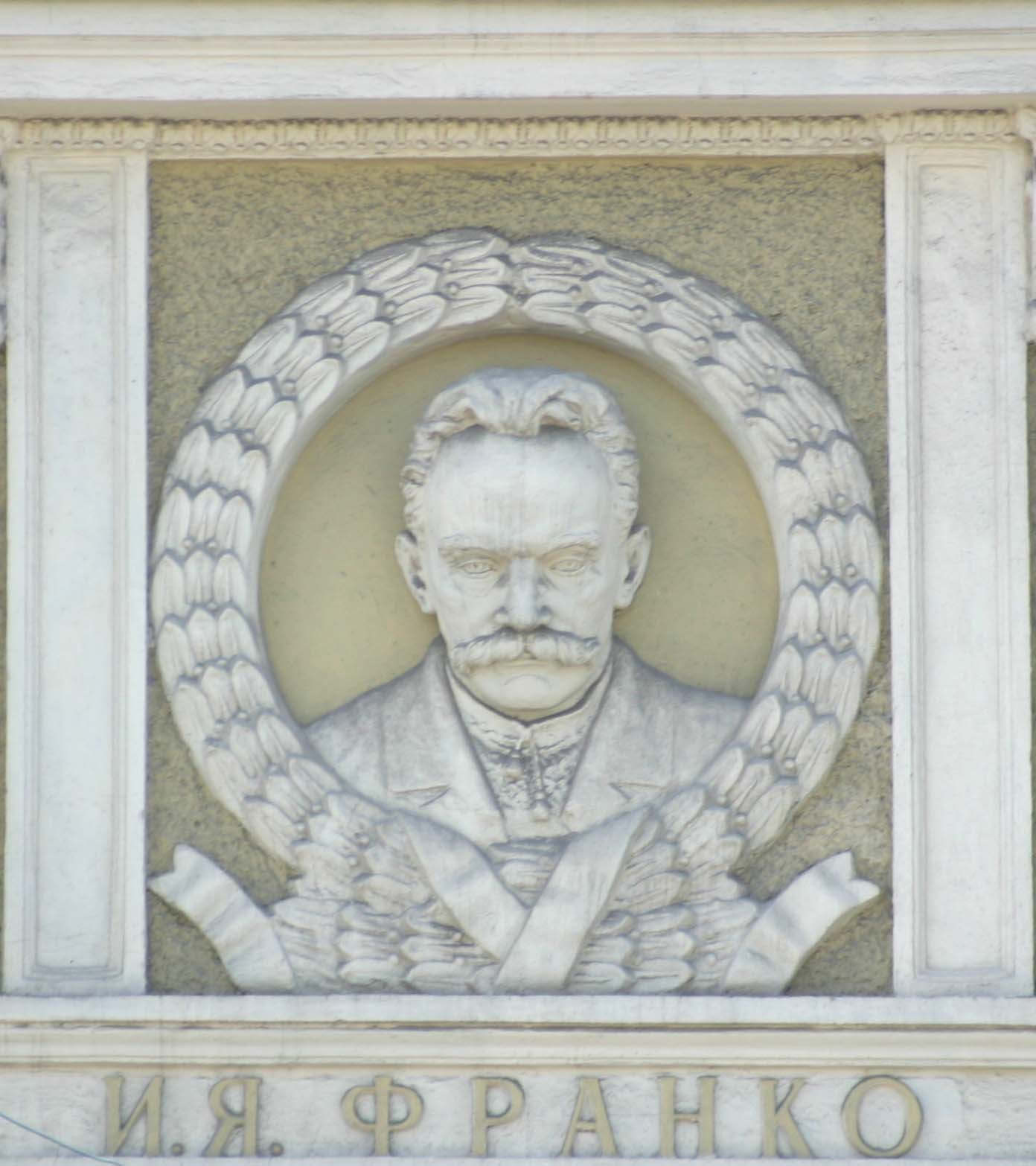
Relief von Iwan Franko in Donezk

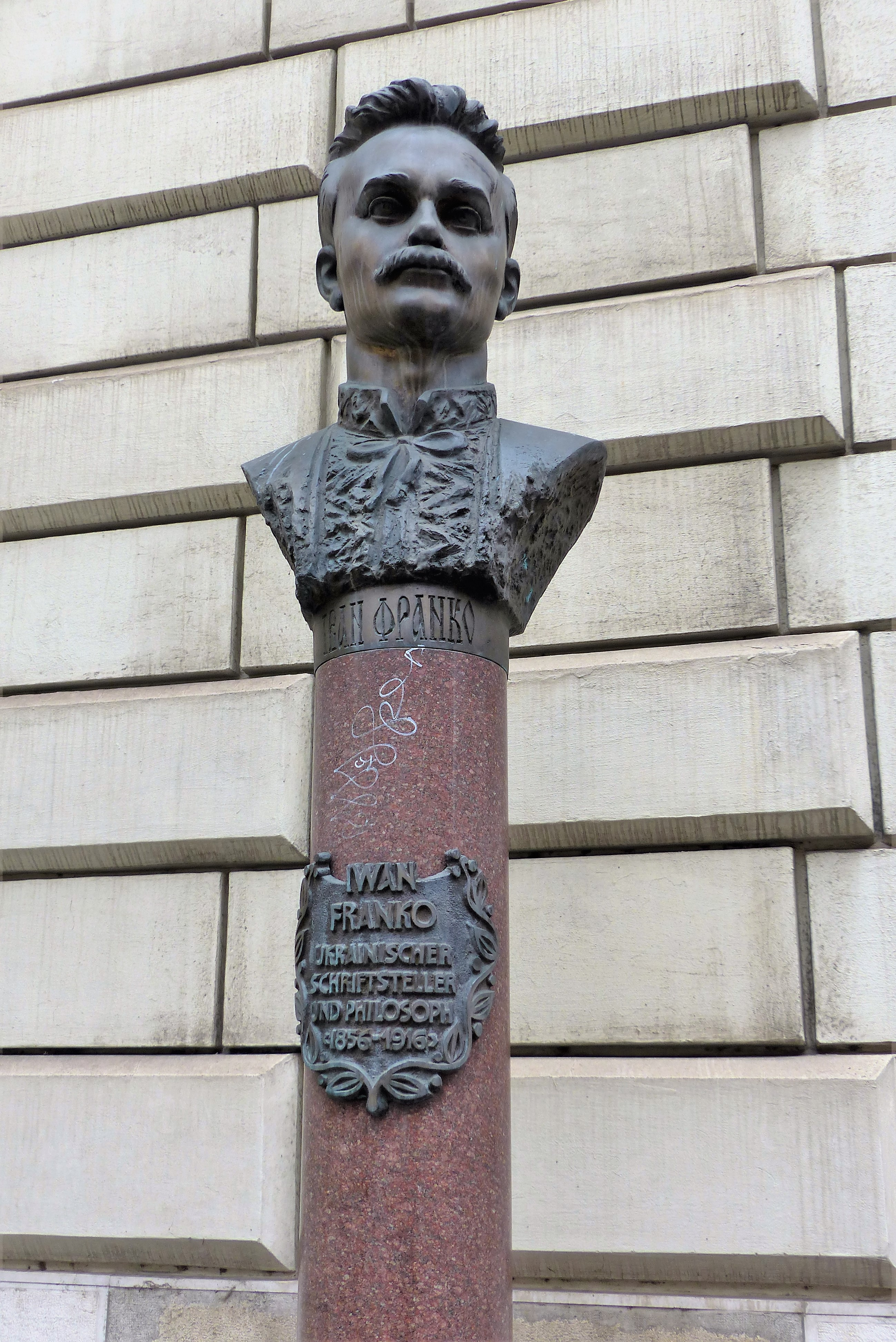
Denkmal für Iwan Franko an der St. Barbara-Kirche in Wien

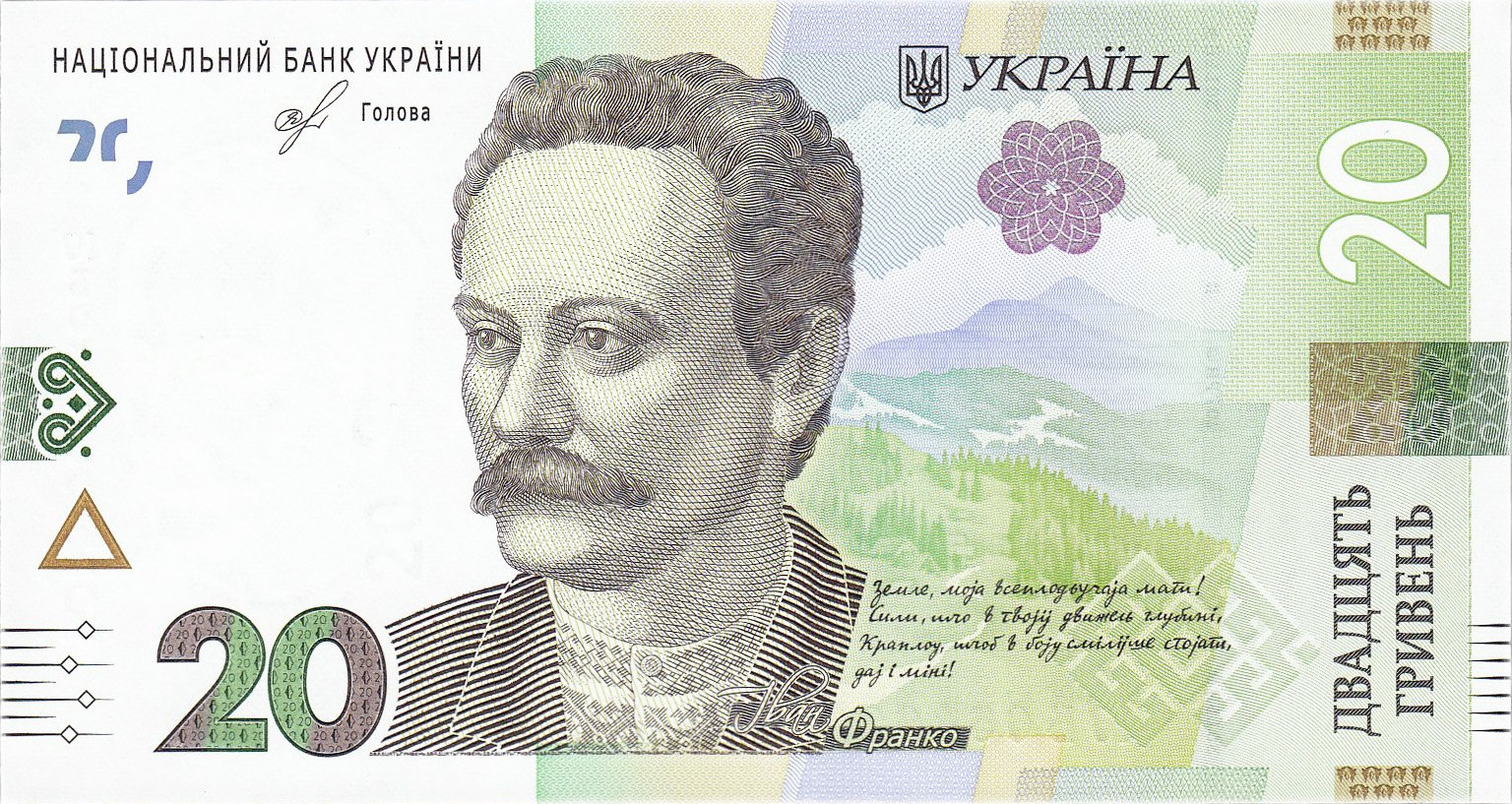
20-Hrywen-Schein, 2016

Aus „Welkes Laub“
1
Hörst du einst in der Nacht dicht am Fenster bei dir
Jemand weinen und schluchzen voll Schwere;
Bleib dann ruhig, mein Kind, öffne niemand die Tür,
Frage nicht, frage nicht, wer das wäre.
Kein Verwaister wird’s sein, der da mutterlos irrt.
Auch kein Bettler, du Stern meines Herzens!
Nur die Liebe wird’s sein, die zu dir mich geführt,
Nur die Qual meines blutenden Schmerzens.
2
Und wirst auch nie wie eine Blume blühn,
Wie die Levkoje voll von Duft und Golde,
und gehst du auch zu fremden Menschen hin
ins Meer des grauen, dumpfen Alltags, Holde;
Rein bleibst du immer meinem Herz und Sinn
Und heilig, so, wie ich dich lieben wollte;
Wie Blume, die kein Frost und Glut entstellen;
Wie Ideal – voll Glanz, weil fern den Welten.
Ich werde tragen dich im Herzen lang
Voll Liebe, wie in einer Tempelhalle,
Und deine Schönheit mach’ ich zum Gesang,
den Augenglanz zum Wort von hellstem Schalle
Und den Korallenmund zum Rhythmenklang …
Und wie die goldne Fliege im Kristalle
Des Bernsteins ewig ewiglich muss währen – 
Blühst du so lang, als man mein Lied wird hören.
Aus „Mein Ismavogd“, Zyklus „Huldigungen“ III
Voll Schwere ist dein Joch, so schwer ist es zu tragen,
O du, mein Vaterland!
Als wäre es ein Kreuz, muss ich darunter sinken.
Und einen Becher voll von Gift zu Neige trinke
Aus deiner Vaterland.
Ich segne dich dennoch! Und mag die ferne Zukunft
Mit Glanz und Ansehen krön dich zuletzt – 
Ich flehe, dass nur Eins der Himmel dir vergönne:
Dass sie von dir nicht fliehn – die besten deiner Söhne
Durch Qual und Hunger weggesetzt.
Dass deiner Schöpfer Schar bei ihrem eignen Nachwuchs
Kein Hohngelächter zu erdulden hat,
Und dass ihr Denkmal wie nur jene’ Steine werden,
Die man gen sie geschleudert hier auf Erden
Zum Dank für ihre segensreiche Saat.

## Werke
- Über Barlaam und Josaphat und die Einhornparabel. Dissertation, Wien 1893.[6]
- Sturm im Tuchla-Tal. Verlag Kultur und Fortschritt 1955
- Beiträge zur Geschichte und Kultur der Ukraine: Ausgewählte deutsche Schriften des revolutionären Demokraten. 1882–1915. Hrsg. und eingeleitet von Eduard Winter und Peter Kirchner (= Quellen und Studien zur Geschichte Osteuropas. Bd. 14). Akademie, Berlin 1963
- Vivere memento! Anthologie deutschsprachiger Werke von Ivan Franko.  Herausgeber: Alla Paslawska, Tobias Vogel, Alois Woldan. Lwiw: VNTL-Klasyka, 2016. – 300 S. ISBN 978-966-8849-71-8